# Udo Achten

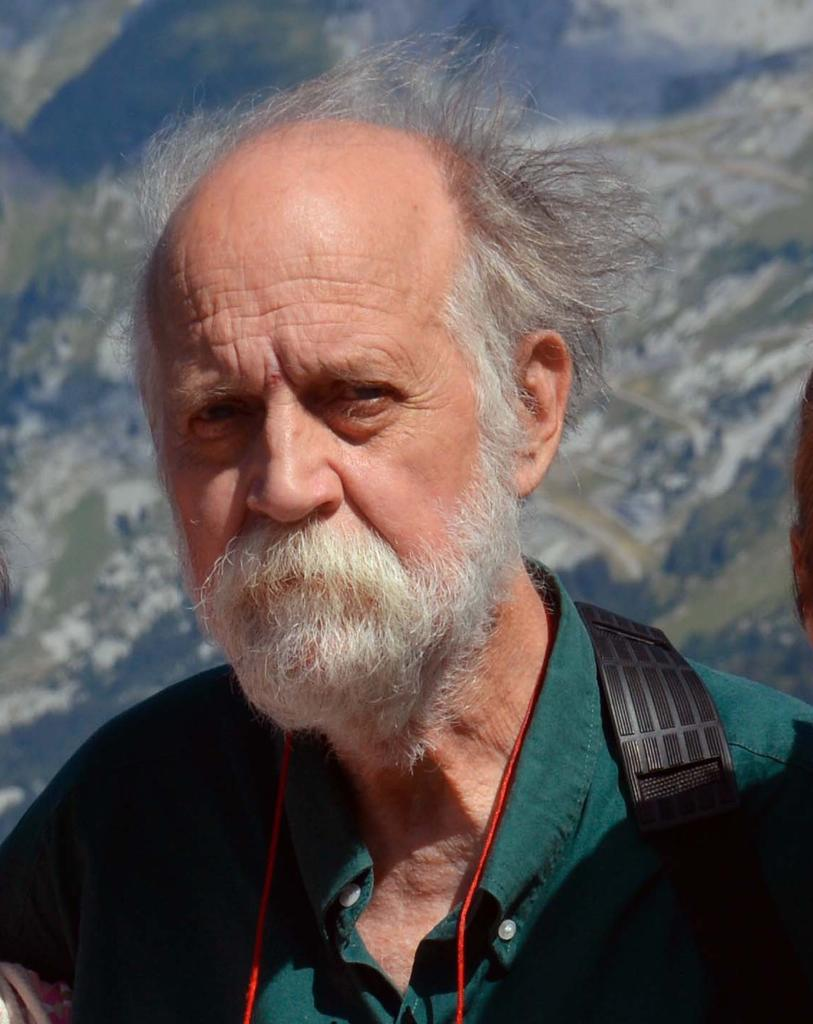
Udo Achten (2018)

Udo Achten (* 24. November 1943 in Masserberg, Thüringen; † 6. Februar 2021 in Düsseldorf) war ein deutscher Gewerkschafter,  Papiermacher, Sozialpädagoge und Herausgeber von Büchern zur Arbeiterbewegung.

## Leben
Achten begann mit vierzehn Jahren als Hilfsarbeiter beim Flick-Konzern Feldmühle; 1959 lernte er dann dort den Beruf des Papiermachers. In dieser Zeit trat er in die Gewerkschaft IG Druck und Papier ein und engagierte sich als Jugendvertreter. Er qualifizierte sich auf dem zweiten Bildungsweg und nahm 1966 an der Fachschule für Sozialarbeit und Arbeiterwohlfahrt in Düsseldorf-Eller ein Studium auf. Achten engagierte sich als Studierendenvertreter und wurde Vorsitzender der SDS-Gruppe Düsseldorf. 1970 wechselte Udo Achten an die Universität Marburg und verließ diese 1974 mit einem Abschluss als Diplompädagoge. Während des Studiums und auch im Anschluss arbeitete er hauptberuflich als Referent an den IG-Metall-Gewerkschaftsschulen Lohr am Main und Schliersee und am IG Metall Bildungszentrum Sprockhövel. Später war er ebenfalls als Dozent an der Fachhochschule für Sozialarbeit in Düsseldorf tätig. Ab den frühen 1960er Jahren beteiligte er sich an den Ostermärschen und war auch in der Friedensbewegung aktiv. 2000 trat er nach 41 Jahren wegen der Agenda 2010 von Gerhard Schröder aus der SPD aus.
1988 zwangen ihn gesundheitliche Gründe, seine hauptberufliche Tätigkeit als gewerkschaftlicher Bildungsreferent zu beenden. Er war jedoch weiterhin als Bildungsreferent in Nebentätigkeit tätig. Er wurde zudem Autor, Herausgeber, Ausstellungskurator, Sammler und Kulturschaffender für gewerkschaftliche Erinnerungskultur und Geschichtsvermittlung. Sein Lebenswerk spiegelt sich in über 40 Publikationen zu gewerkschaftlichen, arbeitsrechtlichen, historischen und kulturellen Themen wider. Er  hat in der Monatszeitschrift Sozialismus Beiträge veröffentlicht.
Udo Achten sorgte für die Schenkung von mehr als zehntausend gewerkschaftlichen und politischen Plakaten an das Deutsche Plakatmuseum in Essen.

## Auszeichnung
Der Landschaftsverband Rheinland verlieh ihm 2017 den Rheinlandtaler.

## Veröffentlichungen
- Der Auslöser: Fotojournalist Klaus Rose / Udo Achten, Düsseldorf 2020, Broschur ohne Verlag
- Mit Klaus Rose: Unser Leben: Soziale Bewegungen und Arbeitskämpfe im Ruhrgebiet 1965-1989, Klartext-Verlag, Essen 2014, ISBN 978-3837507669
- Nicht betteln, nicht bitten: Moabiter Streikunruhen 1910, Klartext Verlag, Essen 2011, ISBN  978-3837506143
- Arbeitswelten – Einblicke in einen nichtöffentlichen Raum, Klartext-Verlag, Essen 2010,  ISBN 978-3-8375-0163-6
- Düsseldorf zu Fuß... oder per Rad: 19 Stadtrundgänge durch Geschichte und Gegenwart, Klartext-Verlag, Essen 2009, ISBN 978-3898615648
- Mit Bernt Kamin-Seggewies (Hrsg.): Kraftproben – Die Kämpfe der Beschäftigten gegen die Liberalisierung der Hafenarbeit, VSA:Verlag, Hamburg 2008, ISBN 978-3-89965-263-5
- Jacques Tillys Narrenfreiheit. Klartext-Verlag, Essen 2007, ISBN 978-3-89861-728-4
- Flächentarifvertrag & betriebsnahe Tarifpolitik. Vom Anfang der Bundesrepublik bis in die 1990er Jahre, VSA:Verlag, Hamburg 2007, ISBN 978-3-89965-224-6
- mit Petra Gerstenkorn, Holger Menze (Hrsg.): Recht auf Arbeit – Recht auf Faulheit, ver.di Bildung + Beratung, Düsseldorf 2007, ISBN 978-3-931975-39-5
- Das ist das Licht der neuen Zeit: Erinnerungen an den 22-wöchigen Streik der Crimmitschauer Textilarbeiterinnen und Textilarbeiter im Jahre 1903 für den 10 Stundentag, Klartext-Verlag, Essen 2004, ISBN 978-3-89861-308-8
- Der wahre Jacob: ein halbes Jahrhundert in Faksimiles. J. H. W. Dietz Nachf., Bonn 1994, ISBN 978-3-8012-0219-4
- Hüttenfeuer. Der Kampf um unsere Arbeitsplätze-Maxhütte,  Düsseldorf 1991, Wi-Verlag,
- Wenn ihr nur einig seid, Bund-Verlag, Köln 1990, ISBN 3-7663-3125-6.
- Düsseldorf zu Fuß. VSA:Verlag, Hamburg 1989, ISBN 3-87975-485-3 (Neuauflage 2009 Klartext-Verlag)
- Geschichte des Ladenschlusses – Dokumente, Bilder, Lieder, WI-Verlag, Düsseldorf 1988
- denn was uns fehlt, ist Zeit – Geschichte des arbeitsfreien Wochenendes, Bund-Verlag, Köln 1988, ISBN 978-3-7663-3064-2
- Udo Achten (Hrsg.): Lachen links. Das republikanische Witzblatt 1924 bis 1927. Verlag J. H. W. Dietz Nachf., Bonn 1985, ISBN 3-8012-0103-1.
- Zum Lichte empor – Mai-Festzeitungen der Sozialdemokratie 1891-1914, J.H.W.Dietz, Bonn 1980, ISBN 978-3-8012-0052-7
- ‘‘Illustrierte Geschichte des 1. Mai‘‘, Assoverlag, Oberhausen  1979, ISBN 978-3921541234
- Recht auf Arbeit – eine politische Herausforderung, Luchterhand-Verlag,  Neuwied 1978, ISBN 978-3-472-16008-3
- Gemeinsam lernen, solidarisch handeln. Ein Beitrag zum Selbstverständnis gewerkschaftlicher Jugendbildungsarbeit,  Europäische Verlagsanstalt, Frankfurt 1976, ISBN 978-3434101000